# Anastacia
|  | For alternative betydnigner, se Anastasia |
Anastacia (født Anastacia Lyn Newkirk den 17. september 1968) er en amerikansk danser, popsanger og sangskriver som har solgt over 20 mio. plader siden sit debutalbum Not That Kind i 1999. Hun er født i Chicago og opvokset i New York

## Diskografi

### Album
- Not That Kind (2000)
- Freak of Nature (2001)
- Anastacia (2004)
- Heavy Rotation (2008)
- It's a Man's World (2012)
- Resurrection (2014)
- Good Night Songs for Rebel Girls (2020)

### Singler
- 1993: One More Chance
- 1993: Forever Luv (duet with David Morales)
- 1998: Mi Negra, Tu Bombón (duet with Omar Sosa)
- 1999: Tienes Un Solo (duet with Omar Sosa)
- 1999: I'm Outta Love
- 2000: Not That Kind
- 2000: Saturday Night's Alright for Fighting (duet with Elton John)
- 2001: Love Is Alive (duet with Vonda Shepard)
- 2001: Cowboys And Kisses
- 2001: Made For Lovin' You
- 2001: Paid My Dues
- 2001: Let It Be (duet with Paul McCartney, Anastacia other artists)
- 2001: I Ask of You (duet with Luciano Pavarotti)
- 2001: What More Can I Give (duet with Michael Jackson and other artists)
- 2001: I Thought I Told You That (duet with Faith Evans)
- 2002: You Shook Me All Night Long (duet with Celine Dion)
- 2002: Bad Girls (duet with Jamiroquai)
- 2002: One Day in Your Life
- 2002: Boom
- 2002: Why'd You Lie To Me
- 2002: You'll Never Be Alone
- 2003: We Are the Champions, We Will Rock You, Amandla (duet with Queen, Beyoncé, Bono, Cast and David A. Stewart)
- 2003: Love Is a Crime
- 2004: Left Outside Alone
- 2004: Sick And Tired
- 2004: Welcome To My Truth
- 2004: Heavy On My Heart
- 2004: I Do (duet with Sonny Sandoval)
- 2005: Everything Burns (duet with Ben Moody)
- 2006: I Belong to You (duet with Eros Ramazzotti)
- 2007: Sing (duet with Annie Lennox and other artists)
- 2005: Everything Burns (duet with Ben Moody)
- 2005: Pieces Of A Dream
- 2006: I Belong To You (duet with Eros Ramazzotti)
- 2008: I Can Feel You
- 2008: Absolutely Positively
- 2009: Defeated
- 2009: Stalemate (duet with Ben's Brothers)
- 2009: Stalemate (duet with Ben's Brother)
- 2009: Holding Back the Years (duet with Simply Red)
- 2010: Safety (duet with Dima Bilan)
- 2010: Burning Star (duet with Natalia)
- 2011: What Can We Do (A Deeper Love) (duet with Tiësto)
- 2012: If I Was Your Boyfriend (duet with Tony Moran)
- 2010: Safety (duet with Dima Bilan)
- 2010: Burning Star (duet with Natalia Druyts)
- 2011: What Can We Do (A Deeper Love) (duet with Tiësto)
- 2012: If I Was Your Boyfriend (duet with Tony Moran)
- 2012: Dream on
- 2012: Best Of You
- 2014: Stupid Little Things
- 2014: Staring at the Sun
- 2014: Lifeline
- 2015: Take This Chance

### Kompilation
- Pieces of a Dream (2005)
- Ultimate Collection (2015)